# 논개 (1956년 영화)
"논개"는 한국에서 제작된 윤봉춘 감독의 1956년 영화이다. 김삼화 등이 주연으로 출연하였고 신경균 등이 제작에 참여하였다.

## 출연

### 주연
- 김삼화
- 최성호
- 성소민
- 이해룡

## 기타
- 조명: 함완섭
- 녹음: 최칠복
- 미술: 백남준